# Ведберг, Том
Том Ведберг (швед. Tom Wedberg; род. 26 ноября 1953, Стокгольм) — шведский шахматист, гроссмейстер (1990).
Чемпион Швеции (2000).
В составе национальной сборной Участник 6-и Олимпиад (1978—1982, 1988—1992) и 3-х командных чемпионатов Европы (1980, 1989, 2001).

## Изменения рейтинга
| Графики недоступны из-за технических проблем. См. информацию на Фабрикаторе и на mediawiki.org. |